# Női 10 méteres szinkronugrás a 2016-os úszó-Európa-bajnokságon
A 2016-os úszó-Európa-bajnokságon a műugrás női szinkron 10 méteres versenyszámának fináléját május 10-én este rendezték a London Aquatics Centreben.

## Versenynaptár
Az időpontok helyi idő szerint olvashatóak (GMT +00:00).
| Dátum                 | Időpont | Forduló |
| --------------------- | ------- | ------- |
| 2016. május 10., kedd | 21:13   | Döntő   |

## Eredmény
| # | Versenyző                                  | Ország                   | Pontok |
| - | ------------------------------------------ | ------------------------ | ------ |
|   | Maria Kurjo / My Phan                      | Németország (GER)        | 279,75 |
|   | Hanna Krasznoslik / Vlada Tacsenko         | Ukrajna (UKR)            | 278,01 |
|   | Kormos Villő / Reisinger Zsófia            | Magyarország (HUN)       | 274,74 |
| 4 | Julija Tyimosinyina / Jekatyerina Petuhova | Oroszország (RUS)        | 268,92 |
| 5 | Tonia Couch / Lois Toulson                 | Egyesült Királyság (GBR) | 267,72 |
| 6 | Ellen Ek / Isabelle Svantesson             | Svédország (SWE)         | 236,13 |